# Vicky Lau
Vicky Lau, née à Hong Kong, est une entrepreneuse culinaire et la fondatrice et chef de cuisine de Tate Dining Room, un restaurant auréolé de deux étoiles Michelin. Elle reçoit aussi l'étoile verte Michelin pour son autre restaurant Mora. En 2015, elle est nommée par The World's 50 Best Restaurants meilleure femme chef d'Asie,.

## Biographie

### Études
Vicky Lau, originaire de Hong Kong, fait ses études aux États-Unis dès l'âge de 15 ans, d'abord en tant qu'interne dans un lycée du Connecticut. Puis, elle intègre l'université de New York, où elle étudie la communication graphique. Après avoir été diplômé d'une licence en art graphique, elle exerce pendant six ans les fonctions de graphiste au sein d'une agence de publicité de New York.
Elle rentre à Hong Kong en 2010 et s'inscrit pour une formation de neuf mois au Cordon Bleu à Bangkok, en Thaïlande, et obtient le Grand Diplôme,. Elle fait alors son entrée dans le monde de la gastronomie.

### Carrière culinaire
Après avoir obtenu son diplôme du Cordon Bleu, Vicky Lau commence sa carrière culinaire au Restaurant Cepage, un restaurant possédant une étoile Michelin, dirigé par le chef français trois étoiles, Sébastien Lepinoy. Après un an, elle ouvre son propre restaurant, TATE Dining Room & Bar, initialement situé sur Elgin Street à Central, Hong Kong.
TATE Dining Room & Bar ouvre ses portes sur Elgin Street en 2012 et reçoit sa première étoile Michelin en 2013. Initialement, la cuisine proposée par Lau se compose d'une fusion d'influences françaises et japonaises. En 2016, le restaurant déménage dans un lieu plus spacieux sur Hollywood Road, où Lau commence à incorporer davantage d'éléments de son héritage culinaire chinois. En 2018, le restaurant devient membre de l'association Relais & Châteaux. En 2021, TATE Dining Room reçoit deux étoiles Michelin, faisant d'elle la première femme chef en Asie à atteindre cette distinction.
Mora, fondée par Vicky Lau, ouvre en 2021 sur Upper Lascar Row, une rue historique connue pour ses antiquaires. Le concept du restaurant est axé sur des plats mettant en valeur la complexité du soja. Depuis 2022, Mora possède une étoile verte Michelin, reflétant son engagement en faveur du développement durable.

### Distinctions et postes
En 2015, Vicky Lau est nommée meilleure femme chef d'Asie par The World's 50 Best Restaurants. En 2021, elle est récompensée du prix du meilleur chef en art culinaire décerné par The Best Chef. La même année, elle devient membre du conseil d'administration de Feeding Hong Kong. Elle est également nommée, en 2021, femme de pouvoir par Prestige Hong Kong.
En 2023, elle est nommée chef de l'année par Tatler.